# Júlia ou A Nova Heloísa
Júlia ou a Nova Heloísa (em francês:  Julie ou la nouvelle Héloïse), originalmente intitulado Lettres de Deux Amans, Habitans d'une petite Ville au pied des Alpes ("Cartas de dois amantes, vivendo em uma pequena cidade no sopé dos Alpes"), é um romance epistolar de Jean-Jacques Rousseau, publicado em 1761 por Marc-Michel Rey em Amsterdã. O subtítulo do romance aponta para a história de Heloísa de Argenteuil e Pedro Abelardo, uma história medieval de paixão e renúncia cristã.
Com pelo menos 70 edições antes de 1800, A Nova Heloísa pode ter sido a obra mais vendida do século XVIII. A procura era tal que, não conseguindo imprimir exemplares suficientes do romance, os livreiros começaram a alugá-lo ao dia ou mesmo à hora.

## Visão geral
A trama, inteiramente contada por meio de cartas, gira em torno do amor espontâneo entre Julie d'Étanges, uma donzela aristocrática suíça que vive em Vevey, no Lac Léman, e seu tutor, um plebeu que não tem nome, mas recebe o nome do pseudo-santo de St. Preux por Julie e sua principal confidente, sua prima Claire. Embora Rousseau tenha escrito a obra como um romance, uma teoria filosófica sobre virtude e autenticidade a permeia. Uma interpretação comum é que Rousseau valorizava a ética da autenticidade sobre os princípios morais racionais, pois ilustra o princípio de que alguém deve fazer o que é imposto a si mesmo pela sociedade apenas na medida em que pareça congruente com os princípios e sentimentos internos de alguém, sendo constituinte de seu identidade central. Como isto estava em conflito com a autoridade da Igreja, o livro foi listado no Index Librorum Prohibitorum, proibindo a sua distribuição aos católicos.
Presume-se que o eventual marido de Julie, o virtuoso ateu Barão de Wolmar, seja baseado em grande parte no Barão d'Holbach, dada sua amizade e generoso patrocínio de Rousseau.

## Recepção
Arthur Schopenhauer chamou Julie de um dos quatro maiores romances já escritos, junto com Tristram Shandy, A Aprendizagem de Wilhelm Meister e Dom Quixote. Julie foi talvez o romance mais vendido do século XVIII. Alguns leitores ficaram tão emocionados que escreveram em massa para Rousseau, criando o primeiro autor que virou celebridade. Um leitor afirmou que o romance quase o deixou louco por excesso de sentimentos, enquanto outro afirmou que os soluços violentos que ele sofreu curou seu resfriado. Leitor após leitor descreve suas “lágrimas”, “suspiros”, “tormentos” e “êxtases” para Rousseau. Diane de Polignac escreveu para Marie Madeleine de Brémond d'Ars após terminar o romance:
"Não me atrevo a contar-lhe o efeito que ele teve sobre mim; não, eu já estava chorando; uma dor intensa tomou conta de mim, meu coração parou; a Julie moribunda deixou de ser alguém desconhecido para mim, tornei-me sua irmã, sua amiga, sua Claire; Fiquei tão convulsionada que, se não tivesse largado o livro, teria ficado tão emocionada quanto todos aqueles que assistiram aquela virtuosa mulher em seus últimos momentos."

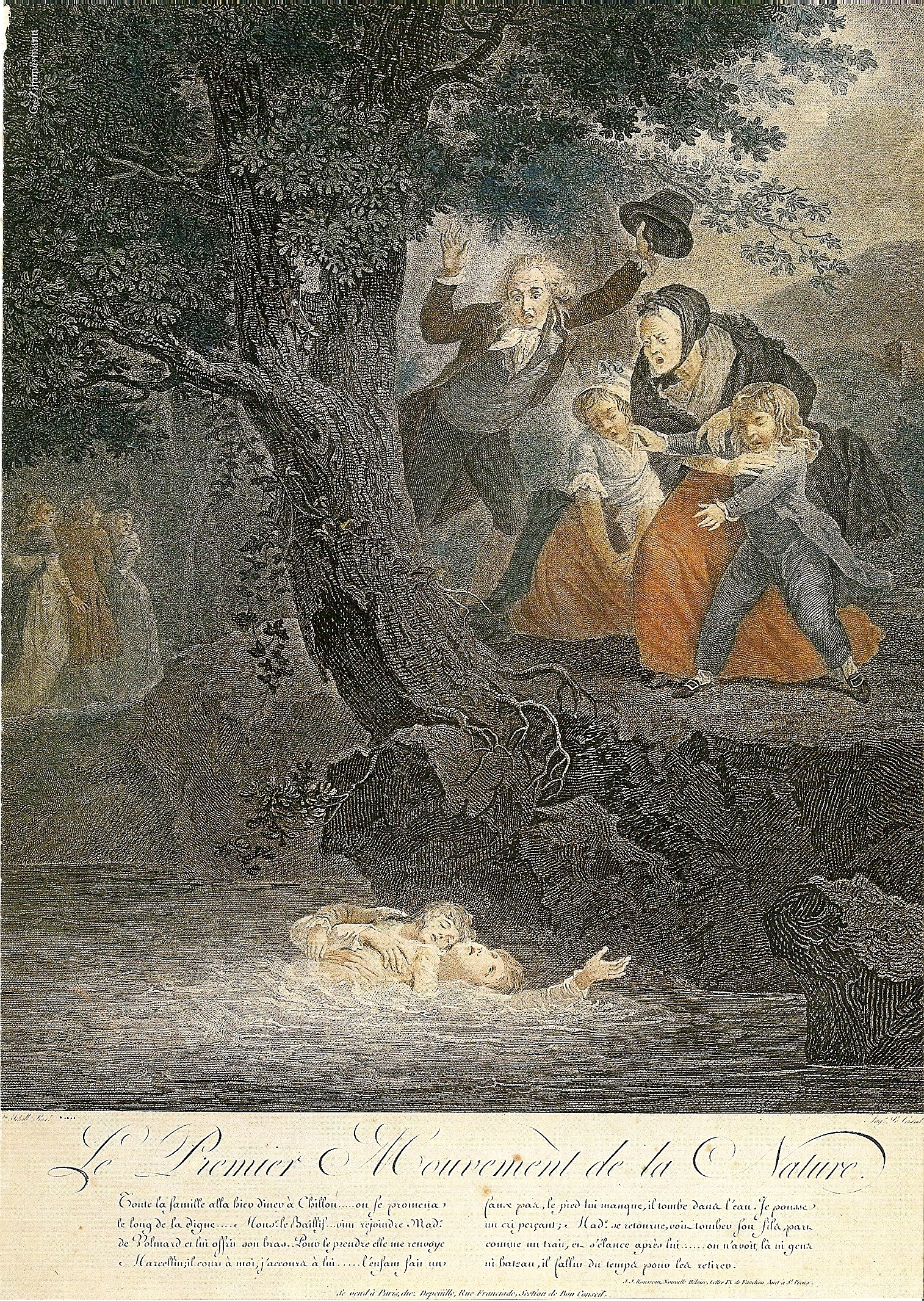
Le premier mouvement de la Nature (o primeiro movimento da Natureza)

Alguns leitores simplesmente não conseguiam aceitar que o livro fosse ficção. Madame Duverger escreveu a Rousseau perguntando:
"Muitas pessoas que leram seu livro, com quem conversei, me garantiram que você pensou em tudo. Isso eu não posso acreditar. Poderia uma falsa leitura ser uma sensação comparável à que senti ao lê-la? Mais uma vez, senhor, Julie existiu? St. Preux ainda está vivo? Em que parte desta terra ele mora? Claire, aquela terna Claire, seguiu sua outra metade? Serão M. de Wolmar, Mylord Edward, todas essas pessoas, apenas imaginárias, como alguns tentam me persuadir? Qual é então o mundo onde vivemos, onde a virtude é apenas uma ideia? Feliz mortal, só você talvez a conheça e pratique."
Outros se identificaram menos com os personagens individuais e mais com a natureza de suas lutas, vendo em Julie uma história de tentação, pecado e redenção que se assemelhava às suas próprias vidas.
Rousseau gostava de contar como uma senhora ordenou que sua carruagem a levasse à Ópera, e então pegou Julie para ler, o que continuou fazendo até a manhã seguinte. Tantas mulheres escreveram para ele oferecendo seu amor que ele especulou que não havia uma única mulher da alta sociedade com quem ele não pudesse ter dormido se quisesse.

### Livros
- Santo L. Aricò, Rousseau's Art of persuasion in La nouvelle Héloïse, University Press of America, Lanham, 1994 ISBN 978-0-8191-9618-7
- (em francês) Nouchine Behbahani, Paysages rêvés, paysages vécus dans La Nouvelle Héloïse de J.-J. Rousseau, Voltaire Foundation at the Taylor Institution, Oxford, 1989 ISBN 978-0-7294-0393-1
- (em francês) L'Amour dans la nouvelle Héloïse : texte et intertexte : actes du colloque de Genève, 10-11-12 juin 1999, Éd. Jacques Berchtold, François Rosset, Droz, Genève, 2002 ISBN 978-2-600-00808-2
- (em francês) Jean-Marie Carzou, La Conception de la nature humaine dans la Nouvelle Héloïse, Sauret, Paris, 1966
- (em francês) Charles Dédéyan, Jean-Jacques Rousseau : la Nouvelle Héloïse, ou, l'éternel retour, Nizet, Saint-Genouph, 2002 ISBN 978-2-207-81269-3
- (em francês) Charles Dédéyan, La Nouvelle Héloïse de Jean-Jacques Rousseau : étude d'ensemble, SEDES-CDU, Paris, 1990 ISBN 978-2-7181-2781-1
- Maurice R Funke, From saint to psychotic: the crisis of human identity in the late 18th century : a comparative study of Clarissa, La Nouvelle Héloise, Die Leiden des jungen Werthers, P. Lang, New York, 1983 ISBN 978-0-8204-0001-3
- James Fleming Jones, La Nouvelle Héloïse, Rousseau and utopia, Droz, Genève, 1977
- Peggy Kamuf, Fictions of Feminine Desire: Disclosures of Héloïse, U of Nebraska Press, Lincoln, 1982 ISBN 978-0-8032-2705-7
- (em francês) François van Laere, Une Lecture du temps dans la Nouvelle Héloïse, La Baconnière, Neuchâtel, 1968
- (em francês) Laurence Mall, Origines et retraites dans La Nouvelle Héloïse, P. Lang, New York, 1997 ISBN 978-0-8204-3349-3
- (em francês) William Mead, Jean-Jacques Rousseau, ou le Romancier enchaîné ; étude de la Nouvelle Héloïse, Presses universitaires de France, Paris, 1966
- (em francês) Daniel Mornet, La Nouvelle Héloïse de J.-J. Rousseau : étude et analyse, Mellottée Paris, 1929
- (em francês) Perry Reisewitz, L'Illusion salutaire : Jean-Jacques Rousseaus Nouvelle Héloïse als ästhetische Fortschreibung der philosophischen Anthropologie der Discours, Romanistischer Verlag, Bonn, 2000 ISBN 978-3-86143-103-9
- (em francês) Yannick Séité, Du Livre au lire : La Nouvelle Héloïse, roman des lumières, Champion, Paris, 2002 ISBN 978-2-7453-0517-6
- (em francês) Étienne Servais, Le Genre romanesque en France depuis l'apparition de la Nouvelle Héloïse jusqu'aux approches de la Révolution, M. Lamertin, Bruxelles, 1922
- (em francês) Anne Tilleul, La Vertu du beau : essai sur La Nouvelle Héloïse, Humanitas nouvelle optique, Montréal, 1989 ISBN 978-2-89396-007-4

### Artigos
- (em francês) Nouchine Behbahani, Paysages rêvés, paysages vécus dans La Nouvelle Héloïse de J. J. Rousseau, Voltaire Foundation at the Taylor Institution, Oxford, 1989, ISBN 978-0-7294-0393-1
- (em francês) Jacques Berchtold, "L'Impossible Virginité du jardin verbal : les Leçons de la nature selon la Lettre IV, 11 de La Nouvelle Héloïse", Éd. et préf. Jürgen Söring, Peter Gasser, Rousseauismus: Naturevangelium und Literatur, Frankfurt, Peter Lang, 1999, pp. 53–83 ISBN 978-3-631-34916-8
- (em francês) Nadine Bérenguier, "Le 'Dangereux Dépôt': Virginité et contrat dans Julie ou La Nouvelle Héloïse ", Eighteenth-Century Fiction, July 1997, n° 9 (4), pp. 447–63
- (em francês) André Blanc, "Le Jardin de Julie", Dix-huitième Siècle, 1982, n° 14, pp. 357–76
- (em francês) Luciano Bulber, "Jean-Jacques Rousseau, peintre de la nature-état d'âme dans La Nouvelle Héloïse", Kwartalnik Neofilologiczny, 1988, n° 35 (4), pp. 415–29
- (em francês) Henri Coulet, "Couples dans La Nouvelle Héloïse", Littératures, Fall 1989, n° 21, pp. 69–81
- (em francês) Catherine Cusset, "Cythère et Elysée: Jardin et plaisir de Watteau à Rousseau", Dalhousie French Studies, Winter 1994, n° 29, pp. 65–84
- (em francês) Claude Labrosse, Éd. K. Kupisz, G.-A. Pérouse, J.-Y. Debreuille, "La Figure de Julie dans La Nouvelle Héloïse", Le Portrait littéraire, Lyon, PU de Lyon, 1988, pp. 153–58
- (em francês) Michel Delon, "La Nouvelle Héloïse et le goût du rêve", Magazine Littéraire, Sept 1997, n° 357, pp. 36–38
- (em francês) Arbi Dhifaoui, "L'Épistolaire et/ou la violence dans La Nouvelle Héloïse de Rousseau", Éd. et intro. Martine Debaisieux, Gabrielle Verdier, Violence et fiction jusqu'à la Révolution, Tübingen, Narr, 1998, pp. 357–66
- (em francês) Jean Ehrard, "Le Corps de Julie", Éd. Raymond Trousson, Michèle Biblio. Mat-Hasquin, Jacques Lemaire, Ralph Heyndels, Thèmes et figures du siècle des Lumières : mélanges offerts à Roland Mortier, Genève, Droz, 1980, pp. 95–106
- (em francês) Anne Srabian de Fabry, "L'Architecture secrète de La Nouvelle Héloïse", Australian Journal of French Studies, 1982 Jan.–Apr., n° 19 (1), pp. 3–10
- (em francês) Anne Srabian de Fabry, "Quelques observations sur le dénouement de La Nouvelle Héloïse", French Review, Oct 1972, n° 46 (1), pp. 2–8
- (em francês) R. J. Howells, "Désir et distance dans La Nouvelle Héloïse", Studies on Voltaire and the Eighteenth Century, 1985, n° 230, pp. 223–32
- (em francês) R. J. Howells, "Deux histoires, un discours : La Nouvelle Héloïse et le récit des amours d'Émile et Sophie dans l'Émile", Studies on Voltaire and the Eighteenth Century, 1987, n° 249, pp. 267–94
- (em francês) François Jost, "La Nouvelle Héloïse, Roman Suisse", Revue de Littérature Comparée, 1962, n° 35, pp. 538–65
- (em francês) Tanguy L'Aminot, "L'Amour courtois dans La Nouvelle Héloïse", Piau-Gillot, Colette Éd. Desné, Roland Éd. L'Aminot, Tanguy Éd. Modernité et pérennité de Jean-Jacques Rousseau. Champion, Paris, 2002, pp. 241–57
- (em francês) Claude Labrosse, "Nouveauté de La Nouvelle Héloïse," Eighteenth-Century Fiction, Jan–Apr 2001, n° 13 (2–3), pp. 235–46
- (em francês) J.-L. Lecercle, "L'Inconscient et création littéraire : sur La Nouvelle Héloïse", Études Littéraires, 1969, n° 1, pp. 197–204
- (em francês) Annie Leclerc, "Jean-Jacques Rousseau : l'Amour au pays des chimères", Magazine Littéraire, Par 1995, n° 331, pp. 31–34
- (em francês) Pierre Rétat, Litteratures, "L'Économie rustique de Clarens", 1989 Fall; 21: 59–68
- Laurence Mall, "Les Aberrations de l'errance : le Voyage dans La Nouvelle Héloïse", Australian Journal of French Studies, 1994, n° 31 (2), pp. 175–87
- (em francês) Francine Markovits, "Rousseau et l'éthique de Clarens : une économie des relations humaines", Stanford French Review, 1991, n° 15 (3), pp. 323–48
- (em francês) Ourida Mostefai, Lectures de La Nouvelle Héloïse, N. Amer. Assn. for the Study of Jean-Jacques Rousseau, Ottawa, 1993 ISBN 978-0-9693132-3-6
  - (em francês) Philip Knee, "Wolmar comme médiateur politique", pp. 117–27
  - (em francês) Guy Lafrance, "L'Éthique de La Nouvelle Héloïse et du Vicaire Savoyard", pp. 141–50
  - Jim MacAdam, "Reading Julie Amour-propre-ly", pp. 107–16
  - (em francês) Laurence Mall, pp. 163–73", "L'Intérieur et l'extérieur : Étude des lettres parisiennes dans La Nouvelle Héloïse", pp. 163–73
  - (em francês) Jean Roussel, pp. 61–72", "La Nouvelle Héloïse et la politique : de l'écart à l'emblème", pp. 61–72
  - (em francês) Teresa Sousa de Almeida, "La Circulation des lettres dans le roman ou le Partage des pouvoirs", pp. 175–84
  - (em francês) Jean Terrasse, pp. 129–39", "Jean-Jacques, Saint-Preux et Wolmar : aspects de la relation pédagogique", pp. 129–39
  - (em francês) Loïc Thommeret, "De La Nouvelle Héloïse aux Confessions, une triade infernale", pp. 213–21
  - (em francês) María José Villaverde, "L'Égalité dans La Nouvelle Héloïse", pp. 73–84
- Ruth Ohayon, "Rousseau's Julie; Or, the Maternal Odyssey", College Language Association Journal, Sept. 1986, n° 30 (1), pp. 69–82
- (em francês) Robert Osmont, "Expérience vécue et création romanesque : le sentiment de l'éphémère dans La Nouvelle Héloïse", Dix-huitième Siècle, 1975, n° 7, pp. 225–42
- (em francês) Paul Pelckmans, "Le Rêve du voile dans La Nouvelle Héloïse", Revue Romane, 1982, n° 17 (1), pp. 86–97
- (em francês) René Pomeau, "Le Paysage de La Nouvelle Héloïse : l'Asile, l'espace", The Feeling for Nature and the Landscape of Man, Éd. Paul Hallberg, Gothenburg, Kungl. Vetenskaps & Vitterhets-Samhället, 1980, pp. 132–42
- (em francês) Jean Roussel, "La Douleur de Saint-Preux", Éd. Carminella Biondi, Carmelina Imbroscio, Marie-Josée Latil, Nadia Minerva, Carla Pellandra, Adriana Sfragaro, Brigitte Soubeyran, Paola Vecchi, La Quête du bonheur et l'expression de la douleur dans la littérature et la pensée françaises. Genève, Droz, 1995, pp. 371–79
- (em francês) Jean Roussel, "La Faute, le rachat et le romanesque dans La Nouvelle Héloïse", Travaux de Littérature, 1995; 8: 209–20
- (em francês) Timothy Scanlan, "Perspectives on the Nuits d'amour in Rousseau's La Nouvelle Héloïse", AUMLA, Nov 1993, n° 80, pp. 93–79
- (em francês) Norbert Sclippa, "L'Idéal politique et l'idée de Nation dans La Nouvelle Héloïse", Jean-Jacques Rousseau, politique et nation, Intro. Robert Thiéry, Paris, Champion, 2001, XXIV, pp. 101–08
- (em francês) Norbert Sclippa, "La Nouvelle Héloïse et l'aristocratie", Studies on Voltaire and the Eighteenth Century, 1991, n° 284, pp. 1–71
- (em francês) Norbert Sclippa, "La Nouvelle Héloïse, la noblesse et la bourgeoisie", Studies on Voltaire and the Eighteenth Century, 1989, n° 265, pp. 1617–19
- (em francês) Jean-Paul Sermain, "La Nouvelle Héloïse ou l'invention du roman-poème"", Éd. Colette Piau-Gillot, Roland Desné, Tanguy L'Aminot, Modernité et pérennité de Jean-Jacques Rousseau, Paris, Champion, 2002, pp. 227–40
- (em francês) Jean Sgard, "De Cunégonde à Julie", Recherches et Travaux, 1996, n° 51, pp. 121–30
- (em francês) Lieve Spaas, "D'un Clarens à l'autre : structures du désir sexuel dans La Nouvelle Héloïse", Studies on Voltaire and the Eighteenth Century, 1991, n° 284, pp. 73–82
- (em francês) Jean Starobinski, "Jean-Jacques Rousseau : Jours uniques, plaisirs redoublés", Thèmes et figures du siècle des Lumières : mélanges offerts à Roland Mortier, Éd. Raymond Trousson Michèle Mat-Hasquin, Jacques Lemaire, Ralph Heyndels, Genève, Droz, 1980, pp. 285–97
- (em francês) Raymond Trousson, "De Jacques à Jean-Jacques ou du bon usage de La Nouvelle Héloïse", Éd. Elio Mosele, Intro. Pierre Brunel, George Sand et son temps, I–III. Slatkine, Genève, 1994, pp. 749–66
- (em francês) Raymond Trousson, "Le Rôle de Wolmar dans La Nouvelle Héloïse", Éd. Raymond Trousson, Michèle Mat-Hasquin, Jacques Lemaire, Ralph Heyndels, Thèmes et figures du siècle des Lumières : mélanges offerts à Roland Mortier, Genève, Droz, 1980, pp. 299–306
- (em francês) Philip Stewart, "Half-title or Julie beheaded." Romanic Review 86:1 (1995), pp. 30–44.
- Jacques Lemaire, Ralph Heyndels, Thèmes et figures du siècle des Lumières : mélanges offerts à Roland Mortier, Genève, Droz, 1980, pp. 299–306
- (em francês) Joseph Waldauer, "La Solitude et la communauté dans La Nouvelle Héloïse", Studies on Voltaire and the Eighteenth Century, 1989, n° 265, pp. 1271–74
- Hans Wolpe, "Psychological Ambiguity in La Nouvelle Héloise", University of Toronto Quarterly, 1959, n° 28, pp. 279–90